# NGC 3552
NGC 3552 este o galaxie lenticulară situată în constelația Ursa Mare. A fost descoperită în 11 aprilie 1785 de către William Herschel.